# Goldener Handschlag
Ein Goldener Handschlag beschreibt allgemein die vorzeitige Auflösung eines Vertrages, wobei die Zustimmung des einen Vertragspartners durch Geldzahlungen oder andere Vergünstigungen des anderen Vertragspartners erreicht werden soll.

## Pauschalverträge
Ein Goldener Handschlag bedeutet bei Pauschalverträgen häufig, dass der Dienstleister unliebsamen Kunden eine bestimmte Summe für eine Beendigung des Vertragsverhältnisses vor dem Ende der Mindestvertragslaufzeit anbietet.
Dieses war besonders zu Beginn der Einführung von sogenannten Flatrates für Internetzugänge der Fall. Dabei wurden Kunden, die durch ein hohes monatliches Datenvolumen die Mischkalkulation des Internetdienstanbieters durcheinanderbrachten (sogenannte Power-User), gezielt angeschrieben und ihnen ein Angebot unterbreitet, den Vertrag vorzeitig zu beenden und dafür eine Ablösesumme zu bekommen. Heute haben die meisten Verträge entweder nur eine kurze Laufzeit oder die Vertragsbedingungen enthalten Passagen, in denen eine übermäßige Nutzung ausgeschlossen ist (→ Fair Use Policy). Diese Form des goldenen Handschlags wird daher nur noch selten genutzt.

## Abfindung
Eine Abfindung ermöglicht es Unternehmen, sich von Mitarbeitern, die eigentlich aufgrund des Kündigungsschutzes nicht entlassen werden dürften, zu trennen, ohne eine betriebsbedingte Kündigung aussprechen zu müssen.
Wenn einem Arbeitnehmer beim freiwilligen Ausscheiden aus dem Unternehmen eine hohe Abfindungssumme gezahlt wird, nennt man dies auch Goldener Handschlag. Bei älteren Arbeitnehmern kann der Abschlag so bemessen sein, dass er – oft zusammen mit einem Vorruhestand – ohne Einkommenseinbußen früher als üblich seinen Ruhestand beginnen kann.